# Gouvernement Mikhaïl Michoustine (2)
Fédération de Russie
Michoustine I 
Le gouvernement Mikhaïl Michoustine II est le gouvernement de la Russie depuis le 14 mai 2024.

## Historique

### Formation
Le gouvernement a commencé à se former après l'investiture de Vladimir Poutine le 7 mai 2024, lorsque Poutine a nommé Mikhaïl Michoustine au poste de président du gouvernement. Étant donné que le parti de Vladimir Poutine Russie unie détient plus de la moitié des sièges à la Douma, cette nomination n'est qu'une formalité.
Le gouvernement est annoncé le lendemain. Alors que le ministre de l'Économie Maxim Reshetnikov, et celui des Finances, Anton Siluanov, sont reconduits, Denis Manturov est nommé premier vice-président du gouvernement, en remplacement de Andreï Belooussov, devenu ministre de la Défense à la place de Sergueï Choïgou.

## Composition
- Par rapport au gouvernement Michoustine I, les nouveaux ministres sont indiqués en gras, ceux ayant changé d'attributions en italique.es nouveaux ministres sont indiqués en gras, ceux ayant changé d'attributions en italique.

| Image                           | Fonction | Titulaire | Titulaire                 | Parti        |
| ------------------------------- | --- | --------- | ------------------------- | ------------ |
|                                 | Président du gouvernement |           | Mikhaïl Michoustine       | Indépendant  |
| Vice-présidents du gouvernement | |           |                           |              |
|                                 | Premier vice-président du gouvernement Chargé de l'Industrie de la défense et de l'Espace                                                             |           | Denis Mantourov           | Russie unie  |
|                                 | Vice-président du gouvernement Chef de cabinet du gouvernement                                                                                        |           | Dmitry Grigorenko         | Indépendant  |
|                                 | Vice-président du gouvernement Représentant plénipotentiaire du président de la fédération de Russie dans le district fédéral extrême-oriental        |           | Iouri Troutnev            | Russie unie  |
|                                 | Vice-présidente du gouvernement Chargée de la Politique sociale                                                                                       |           | Tatiana Golikova          | Russie unie  |
|                                 | Vice-président du gouvernement Chargé de l'Intégration eurasiatique, de la Coopération avec la CEI, les BRICS, le G20 et les Réunions internationales |           | Alekseï Overtchouk (ru)   | Indépendant  |
|                                 | Vice-président du gouvernement Chargé de la Construction et du Développement régional                                                                 |           | Marat Khousnoulline       | Indépendant  |
|                                 | Vice-président du gouvernement Chargé du Tourisme, du Sport, de la Culture et des Communications                                                      |           | Dmitri Tchernychenko (en) | Indépendant  |
|                                 | Vice-président du gouvernement Chargé du Complexe énergétique                                                                                         |           | Alexandre Novak           | Russie unie  |
|                                 | Vice-président du gouvernement Chargée du Complexe agro-industriel, des ressources naturelles et de l'Écologie                                        |           | Dmitry Patrushev (en)     | Indépendant  |
|                                 | Vice-président du gouvernement Chargé des Transports                                                                                                  |           | Vitaly Savelyev           | Indépendant  |
| Ministres fédéraux              | |           |                           |              |
|                                 | Ministre de l'Agriculture |           | Oksana Luth (en)          | Indépendante |
|                                 | Ministre du Développement numérique, des Communications et des Médias (ru)                                                                            |           | Maksout Chadaïev (en)     | Indépendant  |
|                                 | Ministre de la Construction et du Logement (ru) |           | Irek Faïzoulline (en)     | Indépendante |
|                                 | Ministre de la Culture (ru) |           | Olga Lioubimova           | Indépendante |
|                                 | Ministre de la Défense |           | Andreï Belooussov         | Indépendant  |
|                                 | Ministre du Développement de l'Extrême-Orient et de l'Arctique (ru)                                                                                   |           | Alexeï Tchekounkov        | Indépendant  |
|                                 | Ministre du Développement économique |           | Maksim Rechetnikov (ru)   | Russie unie  |
|                                 | Ministre de l'Éducation (ru) |           | Sergueï Kravtsov          | Indépendant  |
|                                 | Ministre des Situations d'urgence |           | Alexandre Kourenkov       | Russie unie  |
|                                 | Ministre de l'Énergie (ru) |           | Nikolaï Choulguinov (ru)  | Indépendant  |
|                                 | Ministre des Finances |           | Anton Silouanov           | Russie unie  |
|                                 | Ministre des Affaires étrangères |           | Sergueï Lavrov            | Russie unie  |
|                                 | Ministre de la Santé |           | Mikhaïl Mourachko         | Indépendant  |
|                                 | Ministre de l'Industrie et du Commerce (ru) |           | Anton Alikhanov           | Russie unie  |
|                                 | Ministre de l'Intérieur |           | Vladimir Kolokoltsev      | Indépendant  |
|                                 | Ministre de la Justice |           | Constantin Tchouïtchenko  | Russie unie  |
|                                 | Ministre du Travail et de la Protection sociale (ru)                                                                                                  |           | Anton Kotiakov (ru)       | Indépendant  |
|                                 | Ministre des Ressources naturelles et de l'Environnement                                                                                              |           | Aleksandr Kozlov (ru)     | Russie unie  |
|                                 | Ministre des Sciences et de l'Enseignement supérieur                                                                                                  |           | Valeri Falkov (ru)        | Indépendant  |
|                                 | Ministre des Sports (ru) |           | Mikhaïl Degtiariov        | LDPR         |
|                                 | Ministre des Transports |           | Roman Starovoït           | Russie unie  |